# 미스 영의 행방
"미스 영의 행방"은 1976년에 개봉한 대한민국의 영화이다.

## 캐스팅
- 문숙
- 장재훈
- 전영선
- 문영애
- 강태기
- 송재호
- 도금봉
- 박미영